# Княжпогост
Княжпогост  — село в Княжпогостському районі Республіки Комі Російської Федерації, у складі міського поселення Ємва. Адміністративний центр району — місто Ємва.

## Географія
Село відноситься до Печорського басейну. Розташоване на правому березі річки Вим (басейн Вичегди), за 110 км від Сиктивкара. З іншого боку річки, навпроти села — розташоване місто Ємва.
Основна водна артерія  — річка Вим.

## Історія
Перша згадка — 1490.
15 квітня 1939 року Указом Президії Верховної Ради Комі АРСР утворений Залізничний район. Село Княжпогост стало центром району. Але першість швидко перейшла до сусіднього поселення, яке з'явилося по сусідству в 1930-х роках, в період будівництва залізниці. Спочатку цей населений пункт також називали Княжпогост, але Указом Президії Верховної Ради Комі АРСР він був перетворений в селище Залізничний.
На початку 1941 року Президія Верховної Ради Комі АРСР запропонувала віднести селище Залізничний до категорії робочих селищ. 17 березня цього ж року — Президія Верховної Ради РРФСР пропозицію підтримала. Центр району перенесли із Княжпогосту — у Залізничний.
У 1970 році Залізничний отримав статус селища міського типу. А 2 серпня 1985 року селище перетворили у місто Ємва.